# Давиде Габуро
Давиде Габуро (итал. Davide Gabburo; 1. април 1993) италијански је професионални бициклиста, који тренутно вози за UCI про тур тим — Грин проџект—Бардијани—ЦСФ—фазијане. Каријеру је почео 2018. године, а 2019. завршио је Ђиро дела Тоскана на петом мјесту и Ешборн—Франкфурт на седмом. Године 2021. освојио је Гран при де Алања трку и завршио је Тур де Лимузен на седмом мјесту, а исте године је возио своју прву гранд тур трку — Ђиро д’Италију.
Године 2022. завршио је Тур оф Словенију на десетом мјесту, док је 2023. трку Ђиро дела провинција ди Ређо Калабрија завршио на осмом мјесту, а у мају је возио Ђиро д’Италију, гдје је брдску класификацију завршио на осмом мјесту.